# Mountain trail (équitation)
Le Mountain trail est un sport équestre à l'origine américaine.
Il se pratique à l'origine aux États-Unis dès l'an 2000 en tant que sport équestre codifié.
Ce sport se pratique à pied ou en selle, en solo ou en duo. Le cheval doit franchir un parcours d'obstacles naturels tels qu'il les rencontre dans la nature.